# Caithness
Caithness er et område på det skotske fastlands nordøstlige spids. Arealet er på 1.844 km².

## Byer
Hovedbyen, der hedder Wick, ligger på østkysten. Den største by Thurso, ligger på nordkysten. Større landsbyer tæller Castletown, Dunbeath, Dunnet, Halkirk, John o' Groats, Keiss, Lybster, Reay/New Reay, Scrabster og Watten.

### Bebyggelser
- Achingills
- Achreamie
- Achvarasdal
- Ackergill
- Altnabreac
- Auckengill
- Balnabruich
- Berriedale
- Bilbster
- Borgue
- Bower
- Brabsterdorran
- Braemore
- Broubster
- Brough
- Bruan
- Buldoo
- Burnside
- Canisbay
- Clyth
- Crosskirk
- Dorrery

Dunbeath 
- Forss
- Fresgoe
- Freswick
- Gillock
- Gills
- Ham
- Harrow
- Haster
- Houstry
- Huna
- Killimster
- Landhallow
- Latheron
- Latheronwheel
- Mey
- Murkle
- Mybster
- Newlands of Geise
- Newport
- Papigoe
- Ramscraig
- Reaster
- Reiss
- Roadside
- Roster
- Sarclet
- Scarfskerry
- Shebster
- Skirza
- Smerral
- Sordale
- Spittal
- Staxigoe
- Swiney
- Thrumster
- Ulbster
- Upper Camster
- Upper Lybster
- Westerdale
- Westfield
- Weydale
- Whiterow

## Statsholderskab og kommunedel
Caithness var et grevskab frem til 1975, da det blev et statholderskab og distrikt i regionen Highland.
I blev 1996 distriktet omdannet til et committee area (dvs. en kommunedel) i Highland.

## Forbindelse til Norge
Frem til 1266 hørte Caithness under jarlen af Orkneyøerne, der var lensmand under den norske krone.
58°25′00″N 3°30′00″V / 58.416666666667°N 3.5°V